# Hydroxyméthylglutaryl-CoA réductase
Pour les articles homonymes, voir HMG.
L'hydroxyméthylglutaryl-CoA réductase (HMG-CoA réductase, HMGCR) est une oxydoréductase intervenant dans la voie du mévalonate, dont elle régule l'intensité. La voie du mévalonate est une voie métabolique importante chez les eucaryotes supérieurs et certaines bactéries car elle produit les précurseurs du cholestérol et d'autres terpénoïdes. Son gène est le HMGCR situé sur le chromosome 5 humain. Elle est la cible pharmacologique des statines.

## Structure
L'HMG-CoA réductase est une protéine transmembranaire appartenant à la membrane du réticulum endoplasmique. On a longtemps pensé qu'elle était constituée de sept domaines transmembranaires, le site actif se trouvant sur le long segment C-terminal dans le cytosol, mais de récentes études ont montré qu'elle est en fait constituée de huit domaines transmembranaires.

## Rôle
L'HMG-CoA réductase catalyse la réaction :
|         | + 2 NADH {\displaystyle \rightleftharpoons } 2 NAD+ + CoA-SH + |            |
| HMG-CoA |                                                                | Mévalonate |
L'hydroxyméthylglutaryl-CoA réductase (NADPH) (EC 1.1.1.34) est l'équivalent de cette enzyme fonctionnant avec le NADPH au lieu du NADH.
L'activité de l'HMG-CoA réductase est réduite par le cholestérol issu de l'absorption et de la dégradation par la cellule des lipoprotéines de basse densité (LDL) lorsqu'il se fixe sur les récepteurs des LDL, ainsi que par les produits oxydés issus du catabolisme du cholestérol. Les inhibiteurs compétitifs de la réductase induisent l'expression des récepteurs des LDL dans le foie, ce qui a pour effet d'accroître la dégradation des LDL plasmatiques et de réduire la cholestérolémie, facteur déterminant de l'athérosclérose. C'est la raison pour laquelle cette enzyme est la cible d'hypolipidémiants largement distribués que sont les statines.

## En médecine
Une diminution de la fonction de l'enzyme serait protecteur dans le risque de survenue d'un cancer de l'ovaire.
Les statines sont des médicaments inhibiteurs de l'enzyme et utilisés dans la prévention des maladies cardiovasculaires. 